# سلطان البرقان
سلطان البرقان  لاعب كرة قدم سعودي راحل (15 فبراير 1983 - 27 نوفمبر 2018) سبق له أن لعب لـنادي الاتفاق السعودي بعد انتقاله من نادي الهلال السعودي.
بعد هبوط الاتفاق للدرجة الأولى انتقل إلى الشعلة وبعد هبوط الشعلة انتقل إلى الرائد.

## وفاته
توفي في 27 نوفمبر 2018 بعد معاناة مع المرض.